# Шамбор (Лоар и Шер)
Шамбор (фр. Chambord) насеље је и општина у централној Француској у региону Центар (регион), у департману Лоар и Шер која припада префектури Блоа.
Чувен је по истоименом дворцу (види: дворац Шамбор).
По подацима из 2011. године у општини је живело 127 становника, а густина насељености је износила 3,4 становника/km². Општина се простире на површини од 54,38 km². Налази се на средњој надморској висини од 81 метар (максималној 129 m, а минималној 72 m).

## Демографија
| 1962. | 1968. | 1975. | 1982. | 1990. | 1999. | 2011. |
| ----- | ----- | ----- | ----- | ----- | ----- | ----- |
| 260   | 267   | 220   | 197   | 200   | 185   | 127   |

График промене броја становника у току последњих година